# Sympycnus albifimbriatus
Sympycnus albifimbriatus är en tvåvingeart som beskrevs av Octave Parent 1932. Sympycnus albifimbriatus ingår i släktet Sympycnus och familjen styltflugor. Inga underarter finns listade i Catalogue of Life.